# Кудевер
Кудевер (рос. Кудеверь) — село в Бєжаницькому районі Псковської області Російської Федерації.
Населення становить 409 осіб. Входить до складу муніципального утворення Бєжаницьке муніципальне утворення.

## Історія
Від 2005 року входить до складу муніципального утворення Бєжаницьке муніципальне утворення.

## Населення
| 1939 | 2001 | 2002 | 2010 |
| ---- | ---- | ---- | ---- |
| 725  | ↘570 | ↘536 | ↘409 |